# 长谷川如是闲
长谷川如是闲（日语：／ Hasegawa Nyozekan，1875年11月30日—1969年11月11日），是日本记者、文明评论家和作家。他在明治、大正与昭和等不同时期撰写过多达3000部以上的作品，题材包括新闻社论、散文、戏剧、小说和游记，其中代表作有《现代国家批判》、《日本的性格》等。长谷川作为大正民主时期的代表人物之一，他曾与大山郁夫等自由派人士共同创办了杂志《我等》(其后改名为《批判》)。长谷川旧姓山本，本名为万次郎，他以其雅号“如是闲”而闻名于世。

## 经历
1875年11月30日出生于东京府深川区。

## 文献来源
- 三浦一郎.  第2版. 角川文庫. 1977-06-20. ISBN 978-4043225057.
- 衆議院・参議院編『議会制度百年史 - 貴族院・参議院議員名鑑』大蔵省印刷局、1990年。
- 松岡正剛（日语：松岡正剛）「長谷川如是閑『倫敦！倫敦？』」 （页面存档备份，存于）-「松岡正剛の千夜千冊」第八百十九夜、2003年7月17日